# Fabinho Santos
Fábio José dos Santos (* 26. Juni 1973 in Telha), auch bekannt als Fabinho Santos, ist ein ehemaliger brasilianischer Fußballspieler und -trainer.

## Karriere
Fabinho begann seine Karriere 1992 beim Zweitligisten EC Vitória. 1992 wurde er mit dem Verein Vizemeister der zweiten Liga und stieg in die erste Liga auf. 1993 wurde er mit dem Verein Vizemeister der Série A. 1997 wechselte er zum Zweitligisten Joinville EC. Von 1998 bis 1999 war er beim Schweizerischen FC Basel unter Vertrag. 2000 kehrte er zu Joinville zurück. 2001 wechselte er zu Coritiba FC und erreichte er das Halbfinale des Copa do Brasil. 2002 wechselte er nach Japan. Hier unterschrieb er einen Vertrag beim japanischen Zweitligisten Ōita Trinita. 2002 feierte er mit dem Verein die Zweitligameisterschaft und den Aufstieg in die erste Liga. 2003 wechselte er zum Zweitligisten Albirex Niigata. 2003 feierte er mit dem Verein die Zweitligameisterschaft und den Aufstieg in die erste Liga. Für den Verein bestritt er 76 Erstligaspiele und schoss dabei 21 Tore. 2007 kehrte er nach Brasilien zurück und unterschrieb einen Vertrag bei EC Juventude. Danach spielte er beim japanischen Zweitligisten Vegalta Sendai. Ende 2007 beendete er seine Karriere als Fußballspieler.

## Erfolge
Vitória
- Staatsmeisterschaft von Bahia: 1992, 1995, 1996

Joinville
- Staatsmeisterschaft von Santa Catarina: 2000

Ōita Trinita
- Japanischer Zweitligameister: 2002

Albirex Niigata
- Japanischer Zweitligameister: 2003